# Miroslav Josić Višnjić
Pour les articles homonymes, voir Višnjić.
Miroslav Josić Višnjić (en serbe cyrillique : Мирослав Јосић Вишњић) est un romancier et poète serbe né le 15 décembre 1946 à Stapar dans la province autonome de Voïvodine et mort le 8 septembre 2015 à Belgrade.

## Biographie
Miroslav Josić Višnjić a fréquenté l'école élémentaire de son village natal de Stapar, puis il a suivi les cours de l'école des professeurs de Sombor et, un peu plus tard, les cours de la Faculté de philologie de l'Université de Belgrade, où il a étudié la littérature générale et la littérature comparée. Il a travaillé comme lecteur et comme correcteur pour diverses maisons d'édition. Miroslav Josić Višnjić a effectué de nombreux voyages en dehors de la Serbie, en Pologne, en France, au Canada, en Hongrie, en Suède, aux Pays-Bas, en République tchèque, en Roumanie, en Italie, en Allemagne ou en Grèce ; ses voyages l'ont conduit jusqu'en Chine.
Miroslav Josić Višnjić a remporté de nombreux prix littéraires dont le plus important est le prix NIN du meilleur roman, obtenu en 1990 pour Odbrana i propast Bodroga u sedam burnih godišnjih doba, ainsi que le prix Andrić, obtenu en 1998.

## Œuvres
Romans
- Odbrana i propast Bodroga u sedam burnih godišnjih doba
- Pristup u počinak
- Roman bez romana
- Svetovno trojstvo
- Roman o smrti galerije

Nouvelles
- Kvartet
- Dvanaest godova

Poésies
- Azbuka smeha

Essais
- Azbučnik prideva u srpskoj prozi 20. veka